# Phytophthora nicotianae
Espèce
Phytophthora nicotianae est une espèce de « pseudochampignons » oomycètes de la famille des Peronosporaceae à répartition cosmopolite.
C'est un organisme phytopathogène qui affecte de nombreuses espèces de plantes, ligneuses ou herbacées, dans environ 90 familles différentes.
Isolé en Indonésie en 1896 sur le tabac (Nicotiana tabacum), il infecte de nombreuses cultures importantes, dont des Solanaceae, des Citrus, des cultures tropicales importantes comme le cocotier, l'ananas et l'eucalyptus.
C'est en particulier l'un des agents de la pourriture rose des tubercules de pomme de terre, dont il affecte aussi le feuillage. On peut aussi le trouver dans les racines de Zamioculcas zamiifolia, plante d'appartement de la famille des Araceae.

## Taxinomie
Eukaryota; Sar; Stramenopiles; Oomycota; Peronosporales; Peronosporaceae; Phytophthora.

### Synonymes
Selon GBIF :
- Blepharospora terrestris (Sherb.) Peyronel
- Phloeophthora nicotianae (Breda de Haan) G.W.Wilson
- Phloeophthora nicotiane (Breda de Haan) G.W.Wilson
- Phytophthora allii Sawada
- Phytophthora formosana Sawada
- Phytophthora imperfecta var. nicotianae Breda de Haan
- Phytophthora imperfecta var. nicotianae Breda de Haan ex Sarej.
- Phytophthora lycopersici Sawada
- Phytophthora manoana Sideris
- Phytophthora melongenae Sawada
- Phytophthora melongenae subsp. ananaphthoros Sideris
- Phytophthora melongenae var. melongenae Sawada, 1915
- Phytophthora nicotianae subsp. parasitica (Dastur) G.M.Waterh., 1963
- Phytophthora nicotianae var. nicotianae Breda de Haan, 1896
- Phytophthora nicotianae var. parasitica (Dastur) G.M.Waterh.
- Phytophthora parasitica Dastur
- Phytophthora parasitica subsp. nicotianae (Breda de Haan) Tucker
- Phytophthora parasitica subsp. rhei G.H.Godfrey, 1923
- Phytophthora parasitica var. nicotianae Tucker
- Phytophthora parasitica var. piperina Dastur
- Phytophthora parasitica var. rhei G.H.Godfrey
- Phytophthora ricini Sawada
- Phytophthora tabaci Sawada
- Phytophthora terrestris Sherb.

### Liste des variétés
Selon NCBI (31 décembre 2020) :
- Phytophthora nicotianae var. parasitica